# Юрченко Олександр Миколайович
Олександр Миколайович Юрченко (нар. 23 липня 1988, Київ) — український громадський активіст і політик. Народний депутат України 9-го скликання від 211-го виборчого округу від партії Слуга народу.

## Життєпис
Закінчив КНУ ім. Шевченка, Інститут післядипломної освіти (спеціальність «Правознавство»), Відкритий міжнародний університет розвитку людини «Україна» (факультет інженерних технологій, кафедра дизайну).
Почав офіційно працювати з 18 років. З 2005 по 2008 рік працював спочатку кур'єром, а згодом — техніком-конструктором та архітектором третьої категорії у Спеціальному науково-реставраційному проектному інституті «Укрпроектреставрація».
З 2009 по 2015 рік був головним адміністратором ТОВ «Кліффорд Чанс».
З 2013 по 2014 рік був заступником голови «народної ради» Голосіївського району.
На позачергових місцевих виборах у 2014 році був членом Голосіївської районної ТВК від ВО «Свобода».
Очолював Голосіївський районний осередок партії Укроп. У 2015 році балотувався до Київської міської ради, був помічником народних депутатів на громадських засадах.
З 2017 по 2018 рік був головою Громадської ради при Голосіївський РДА, а з 2015 по 2016 рік був членом Громадської ради при Голосіївський РДА.
Є ініціатором відзначення свого однокласника і друга, бійця полку «Азов» Ігоря Бєлошицького, який загинув в околицях Маріуполя поблизу села Павлопіль. В результаті в 2018 році на стіні гімназії 32 «Успіх» м. Києва було відкрито меморіальну дошку, лейтенанту міліції Білошицькому Ігорю Анатолійовичу.
Народний депутат України 9-го скликання, обраний від партії «Слуга народу» (виборчий округ № 211, Голосіївський район Києва). На час виборів не працював і жив у Києві. Безпартійний.
Член Комітету ВРУ з питань енергетики та житлово-комунальних послуг, голова підкомітету з питань поводження з побутовими відходами. Член Української частини міжпарламентської асамблеї Верховної Ради України та Сейму Литовської Республіки.
Попри законодавчу заборону політикам втручатися в освітні процеси, брав участь у шкільній лінійці та вітав учнів і їх батьків.
15 вересня 2020 року ухвалив рішення про вихід з фракції Слуга Народа і подав відповідну заяву. 17 вересня перший віце-спікер Верховної ради оголосив про виключення з фракції «Слуга народу» Олександра Юрченка..
З початку повномасштабної війни, долучився до лав ДФТГ та створив ГО «Оборона Голосієво». В той час коли війська РФ були під Києвом була досить напружена ситуація з продуктами харчування. ГО допомагала мешканцям Голосіївського району забезпечуючи їх харчовими продуктами. Допомагає забезпеченню ДФТГ — закуповує бронеплити та плитоноски для підрозділу.
Після звільнення Київської, Чернігівської та Сумської областей, як доброволець в складі ДФТГ направляється до м. Лисичанськ Луганської області. Разом з 34 батальйоном 57 ОМБр бере участь в обороні м. Лисичанськ, с. Тошківка, с. Горіхове, с. Гірське Луганської області.
Влітку 2022 року в складі 57 ОМБр бере участь в бойових діях (сидів у тилу) в Миколаївській області поблизу сіл Березнеговате, Сухий Став, Бобровий Кут.
Починаючи з осені 2022, як доброволець, разом з 57 ОМБр бере участь в бойових діях (сидів у тилу) за м. Бахмут, с. Григорівка, с. Богданівка, с. Калинівка Донецької області.
З 2023 року входить до складу Тимчасової спеціальної комісії Верховної Ради України з питань захисту майнових та немайнових прав внутрішньо переміщених та інших осіб, постраждалих внаслідок збройної агресії Російської Федерації проти України.
22 липня 2025 року голосував за закон України 12414 який був ухвалений з порушенням Регламенту Верховної Ради України та підпорядкував НАБУ та САП Генеральному прокурору і викликав масові протести.

### Помічник народних депутатів
- Денисенко Андрій Сергійович, БПП, ВРУ VIII скл.[26]
- Сотник Олена Сергіївна, Самопоміч, ВРУ VIII скл.
- Батенко Тарас Іванович, БПП, ВРУ VIII скл.
- Шевченко Олександр Оксентійович, ВО Свобода, ВРУ VII скл.

## Інциденти

### Судовий позов
В 2018 році власник «Фуршету» та депутат Київської міської ради від фракції «Солідарність» Ігор Баленко — подав до суду позов про захист честі та гідності. Позов був поданий до Олександра Юрченка. Бо починаючи з 2018 року Юрченко приймав активну участь в захисті Совських Ставків в Голосіївському районі, територію яких в оренду отримало ТОВ «Господарник» кінцевим бенефіциаром якого є Ігор Баленко. Ця компанія, порушуючи законодавство, намагалась забудувати згадану земельну ділянку. В процесі активної діяльності щодо збереження Совських Ставків, Олександр Юрченко звинуватив Ігора Баленко в фінансуванні «тітушок», які перешкоджали екоактивістам і назвав проект забудови «фалічними символами». Ігор Баленко оцінив заподіяну шкоду його честі і гідності в 300 тис. гривень. В результаті даний суд Баленко програв.
2 лютого 2019 року в господарському суді м. Києва в судовій справі № 910/7250/18 за позовом заступника прокурора м. Києва Сергія Репецького до ТОВ «Господарник» про розірвання договору оренди та повернення земельної ділянки площею 191187 м² (кадастровий номер 8000000000:79:108:0002) на проспекті Червонозоряному (Лобановського), 113, у Голосіївському районі міста Києва — було винесено рішення на користь громади. Було ще декілька судів, щодо незаконності розірвання договору і врешті решт Касаційна інстанція встала теж на бік громади. Совські Ставки були збережені.

### Звинувачення в корупції
Влітку 2020 року НАБУ почало розслідування щодо організованої групи, учасники якої отримують хабарі за використання повноважень народних депутатів. В результаті спецоперації було викрито на хабарі неофіційного помічника Олександра Юрченка, він взяв перший транш коштів розміром 13 тис. $ із запланованої суми 200 тис. $, які мали піти на підкуп народних депутатів — членів Комітету з питань енергетики. За повідомленням НАБУ, було також зібрано докази для повідомлення про підозру самому Юрченку у вчиненні злочинів, передбачених ст. 368 КК та ч.4 ст. 27, ч. 4 ст. 369 КК України.
15 вересня генпрокурор Венедіктова публічно відмовила в оголошенні підозри депутату; голова фракції «Слуга народу» Давид Арахамія заявив, що Юрченко хоче вийти з фракції та партії на час розслідування, а в Офісі президента підтримали це рішення. У цей же день НАБУ оприлюднило відео прихованої зйомки між народним депутатом Юрченком, посередником та детективом. Крім грошей, на відео було зафіксовано вимогу Юрченка отримати 3 % від акцій майбутнього заводу, який, відповідно до легенди правоохоронців, мали б побудувати в Україні.
17 вересня генпрокурор Венедіктова підписала клопотання про арешт Юрченка, його виключили з фракції «Слуги народу» у Верховній раді, а Президент Зеленський заявив, що депутат обов'язково сидітиме у в'язниці. Того ж дня Юрченку повідомили про підозру, а його помічник вийшов з СІЗО під заставу 1,5 млн грн. Заява Зеленського була піддана критиці, як така, що дає можливість Юрченку позиватись у ЄСПЛ.
21 вересня Юрченка взяли під арешт з правом застави розміром 3,1 млн грн. Того ж дня в домі батьків Олександра, детективами НАБУ було виявлено незареєстрований пістолет. Через 4 дні застава була внесена, депутат вийшов з СІЗО під зобов'язання носити електронний браслет.
4 листопада з Юрченка було знято електронний браслет і продовжено арешт на 60 діб.
11 серпня 2021 року Юрченку та його помічникові було висунуто звинувачення у хабарництві. За версією слідства Юрченко через помічника вимагав отримати хабаря. Вищий антикорупційний суд України заарештував Юрченка за підозрою у хабарництві на два місяці з можливістю вийти під заставу у розмірі понад 3 млн грн. Через кілька днів заставу було внесено.
7 квітня 2022 року у Києві Юрченка було затримано на одному з блокпостів. При собі політик мав зброю без документів. Юрченка затримали після того, як він вступив у суперечку з бійцем територіальної оборони та почав хапатися за його зброю.

### ДТП у Львові
8 липня 2021 року Юрченко потрапив в ДТП у Львові: автомобілем «Mustang» заднім ходом він виїжджав із платного паркування в центрі міста і врізався в автомобіль який їхав повз. Водій постраждалого авто почав знімати інцидент на телефон, Юрченко намагався його вирвати з рук. Постраждалий стверджував, що Юрченко намагався втекти з місця ДТП, однак Юрченко все ж таки дочекався приїзду поліції. Йому було запропоновано пройти медичний огляд на що він погодився. Медичний огляд Юрченка підтвердив, що той вживав наркотики.
Пізніше народний депутат заявив, що він не вживав наркотики і не планує складати депутатський мандат. За його словами він першим викликав поліцію. Депутат також сказав, що правоохоронці всіляко заважали роботі його адвокатів. Крім того, Юрченко продемонстрував результати тестів на наркотики, які він зробив у трьох різних клініках і які підтверджують, що він не вживав наркотиків.
12 липня Голова ВР Разумков заявив, що допускає внесення змін до законодавства, щоб дозволити позбавляти мандата народних депутатів за негідну поведінку.
14 липня Національна поліція відкрила два кримінальні провадження проти Юрченка після ДТП.
12 жовтня Галицький районний суд м. Львова виніс постанову про закриття провадження у справі про адміністративне правопорушення передбачене ч. 1 ст. 130 КУАП у зв'язку з відсутністю в його діях складу адміністративного правопорушення. Відповідно до даної постанови, тест проводився з чисельними порушеннями, крім того самого тесту немає в переліку тестів, дозволених для такої перевірки. Тож, результат аналізу суд визнав недійсним, а в матеріалах справи не знайшов жодних доказів вини нардепа. Разом з постановою суду Юрченко оприлюднив записи з нагрудних камер поліцейських де правоохоронці намагаються його спровокувати і обговорюють можливість як підставити народного депутата.